# Ушаков, Александр Александрович (депутат)
Алекса́ндр Алекса́ндрович Ушако́в (1869 — ?) — член Государственной думы Российской империи III созыва от Олонецкой губернии.

## Биография
Крестьянин, землевладелец, лесопромышленник.
Окончил Каргопольское городское училище.
Избирался гласным Каргопольского уездного земства и Олонецкого губернского земства.
В 1905 году избран почётным мировым судьёй. Почётный попечитель Каргопольского духовного училища.
Владелец лесопильного завода в Шалакуше, бакалейной торговли на станции Плесецкая Северных дорог, буксирного и пассажирского пароходства Короткое - Каргополь. Член Каргопольского уездного земского собрания, почетный блюститель Каргопольского уездного духовного училища.
В сентябре 1908 года избран в Государственную думу Российской империи III созыва на место скончавшегося депутата от Олонецкой губернии С. Г. Романова.